# 室谷由紀
室谷 由紀（むろや ゆき、1993年3月6日 - ）は、日本将棋連盟所属の女流棋士。女流棋士番号は42（2011年3月31日までの旧番号は旧66）。大阪府大阪狭山市出身。森信雄七段門下。

## 棋歴

### 女流プロになるまで
母親の友人の誘いで将棋教室に行ったのが将棋を始めたきっかけ。
関西女流アマ名人戦では、第38回（2006年）で準優勝、第39回（2007年）で優勝。第26回（2005年）全国中学生選抜将棋選手権大会（女子の部）でも準優勝。
2008年9月に女流棋士の育成機関である女流育成会に入会。2009年より女流棋士になるための制度が変わったため、同年4月に関西研修会のD1クラスに移った（C1クラス昇級で女流3級になる）。2009年6月28日にC1に昇級して「女流3級」となる権利を取得。資格申請を以って10月1日付での女流3級が内定した。

### 女流2級になるまで
2010年7月17日に行われた第4期マイナビ女子オープン予選の1回戦で鹿野に勝って年間5勝目を挙げ、女流2級への昇級規定「1年間で参加公式棋戦数（5棋戦）と同数の勝星（5勝）を得る」を満たし、同日付で女流2級に昇級（プロ入り）。さらに、同日中に行われた予選決勝（2回戦）でも小野ゆかりアマに勝って女流棋士としての初勝利を挙げるとともに、女流1級昇級の規定の一つである「マイナビ女子オープン本戦入り」に該当したことにより、同日付で女流1級に昇級し、1日で2ランク昇級した。

### 女流プロ入り後
2011年、女流初段昇段の規定の一つである「女流1級で指し分け以上（7勝以上）」に該当したことにより、4月1日付で女流初段に昇段し、9か月間で3ランク昇級昇段した。
2014年4月1日付で所属を関西から関東に移籍。
2015年
- 2015年8月25日、第9期マイナビ女子オープン五番勝負で加藤桃子に1勝3敗で敗退。初のタイトル挑戦。

第42期女流名人リーグで中村真梨花に勝ち、女流初段昇段後60勝となり女流二段に昇段した。第9期マイナビ女子オープン決勝で、奨励会三段リーグ昇段を果たしたばかりの西山朋佳に勝って、タイトル初挑戦。五番勝負では加藤桃子女王に1勝3敗でタイトル奪取に失敗した。
2016年
- 2016年9月28日、第24期倉敷藤花戦三番勝負で里見香奈に1勝2敗で敗退。

第24期倉敷藤花戦決勝で上田初美に勝ち、二度目のタイトル挑戦を決めた。三番勝負では里見香奈に敗れ、タイトル獲得はならなかった。
2018年
- 2018年9月28日、第26期倉敷藤花戦三番勝負で里見香奈に0勝2敗で敗退。

第26期倉敷藤花戦決勝で中村真梨花に勝ち2年ぶりの倉敷藤花挑戦を決めた。三番勝負では、里見香奈に連敗し初タイトルはまたもお預け。第1局は優勢で勝利に近づきながら落とした。
2019年
- 2019年11月20日、第46期女流名人戦五番勝負で里見香奈に0勝3敗で敗退。

第46期女流名人リーグ最終局で藤田綾に勝ち、8勝1敗の好成績を挙げて初の女流名人挑戦を決めた（タイトル挑戦は四度目）。また、12月27日、第42期女流王将戦予選の初戦で小高佐季子に勝ち女流二段昇段後90勝となり、女流三段に昇段。「年内に決めたかったのでホッとしています」と話した（2局目も勝ち本戦進出）。翌年の五番勝負は里見香奈に三連敗に終わった。
2020年
- 2020年10月30日、第42期霧島酒造杯女流王将戦三番勝負で西山朋佳に1勝2敗で敗退。

第42期女流王将戦三番勝負で西山朋佳女流王将に挑戦し、1勝2敗で敗れた。
2024年
2024年8月17日から10月30日まで、出産のため休場。公表日当日（同年8月14日）に行われた第32期倉敷藤花戦準決勝の対局に勝利し挑戦者決定戦進出を決めたほか、第14期女流王座戦でも準決勝進出を決めるという、複数の棋戦で上位進出する最中での産休発表となった。この産休により、産休発表の5日後に予定されていた女流王座戦の準決勝は不戦敗となった。また室谷が決勝進出していた倉敷藤花戦では、挑戦者決定戦は室谷の産休により不戦となる旨が公表された。

## 人物
- 振り飛車党。
- 趣味はジャズダンス[1]。ボクシング[23]。
- コブクロのファン[24]。阪神タイガースファン[25]。
- 好物はグラタンと肉（特にタン塩）。ゲン担ぎを兼ねて対局前日に焼肉を食べるのが恒例で、一人焼肉に行くことも多い[24]。
- 関西時代は将棋連盟のバドミントン部、テニス部、フットサル部に参加していたことから、2014年に関東に移籍してからもフットサルを続けている[24]。2016年6月に日本将棋連盟フットサル部の関東・関西対抗戦があった際は、関西チームの一員として試合に参加した[26]。
- 2017年4月より2019年3月まで将棋フォーカス（NHK将棋講座）の聞き手を担当していた（講師は4月-9月が船江恒平[27]、以下将棋フォーカス#講師を参照。）。
- 生涯のライバルに同い年（学年は室谷が1年上）の香川愛生を挙げ、「彼女がいなければ、私はここまでやれていない。でも私は常に彼女より下」と述べている[28]。
- 同じ大阪府出身の高浜愛子とは、室谷が9歳の時に（高浜は高校二年生であった）、関西アマチュア女流名人戦（外部リンク）の会場で知り合い、それ以来の「将棋界随一の大親友」である[29]。
- 大阪狭山市立北小学校、大阪狭山市立狭山中学校、同志社香里高等学校を経て[30][31]、同志社大学文学部に進学したが[32][33]、将棋に専念するために中退した[34]。
- 2018年3月に会社員と結婚し、活動名を「谷口由紀」としていたが、2020年2月に離婚を発表[35][36]。活動名を旧姓の「室谷由紀」に戻した[35][36]。
- 2022年1月11日に一般男性と再婚[37]。活動名は「室谷由紀」のまま変更なし[37]。
- 2024年3月21日、自身のSNSアカウントにおいて妊娠を発表[38][39]、同年8月14日、日本将棋連盟からのリリースで、3日後の8月17日から10月30日まで出産のために休場することを公表した[20]。休場から約半月後の9月10日、室谷がSNS「X」で、無事に第一子長女を出産し、母子共に健康であることを報告した[40][41]。
- 同じく大阪狭山市出身の西山朋佳とは、ともに大阪狭山市特命大使を務めている[42]。

## 昇段・昇級履歴
- 2008年09月00日 - 女流育成会入会
- 2009年04月00日 - 関西研修会入会
- 2009年10月01日 - 女流3級（関西研修会C1昇級）[2]
- 2010年07月17日 - 女流2級（女流3級で年間で参加棋戦数と同数の勝ち星、女流通算5勝）＝プロ入り[3]
- 2010年07同17日 - 女流1級（マイナビ女子オープン本戦入り、女流通算6勝）[3] ※女流2級昇級と同日
- 2011年04月01日 - 女流初段（女流1級で指し分け以上〈7勝以上／2010年度 9勝4敗〉、女流通算12勝5敗）[4]
- 2015年08月25日 - 女流二段（勝数規定／女流初段昇段後60勝、女流通算72勝）[6]
- 2019年12月27日 - 女流三段（勝数規定／女流二段昇段後90勝、女流通算162勝）[16][17]

## 主な成績

### タイトル履歴
タイトル戦登場
- マイナビ女子オープン：1回（第9期-2016年）
- 女流名人戦：1回（第46期-2019年）
- 女流王将戦：1回（第42期-2020年）
- 倉敷藤花戦：2回（第24期-2016年・26期）

タイトル戦登場回数：合計 5回

### 棋戦優勝
非公式戦：優勝3回
- 2010年4月29日、第4回世田谷花みず木女流オープン戦（非公式戦）にて自身初の優勝。
- 2016年2月14日、第1回岡山県湯原温泉杯湯原あったまるオープン戦（非公式戦）にて優勝。
- 2016年4月29日、第9回世田谷花みず木女流オープン戦（非公式戦）にて優勝。

非公式戦優勝 3回

### 将棋大賞
- 第43回将棋大賞（2015年度） 女流棋士賞・女流最多対局賞（33局）[43]
- 第44回将棋大賞（2016年度） 女流最多対局賞（40局）[44]

### 年度別成績
女流公式棋戦
- 2024年度
  - 年度成績 23局 13勝10敗（勝率0.5652）[45]
  - 通算成績 404局 233勝171敗（勝率0.5767）〈2025年3月31日対局分まで〉[46]

公式棋戦（「男性棋戦」）
- 2024年度
  - 年度成績 0局 -勝-敗（勝率 -.----）
  - 通算成績 12局 1勝11敗（勝率0.0833）〈2025年3月31日対局分まで〉[46]

## 出演

### テレビ
- 将棋居酒屋おゆき（囲碁・将棋チャンネル、2016年10月 - 12月）- 女将
- 第6期将棋ウォーズ棋神戦 in テレ朝夏祭り（テレ朝チャンネル、2018年8月10日）[47]MC・解説
- 小籔千豊の将棋道場小破り（2019年、ファミリー劇場）[48]- #9～10出演
- 将棋フォーカス（NHK Eテレ、2017年4月 - 2019年3月）- 将棋講座聞き手
- NHK杯テレビ将棋トーナメント（NHK Eテレ、2024年11月 - ）- 司会・聞き手

### 配信
- プロ野球×将棋特番・プロ野球最強将棋王決定戦（2020年12月20日、ニコニコ生放送）※YouTubeでは2021年2月に2回に分けて配信[49] ‐ MC、解説

### 日本画
- 荒川由貴「華麗なる勝負師の物語　海」 - 香川愛生との対局場面が題材[50]